# 土井正昭
土井 正昭（どい ただあき、1月7日 - ）は、日本の男性声優。兵庫県出身。アライズプロジェクト所属。

## 来歴
日本ナレーション演技研究所出身。

## 人物
方言は、関西弁。趣味は、野球観戦・料理・一輪車。特技は、お手玉・けん玉・コマ回し・竹馬。
資格は、普通自動車免許・英語検定準2級・漢字検定準2級。

## 出演

### テレビアニメ
2018年
- FAIRY TAIL（2018年 - 2019年、兵士、フェアリーテイルメンバー）

2020年
- 痛いのは嫌なので防御力に極振りしたいと思います。（2020年 - 2023年、観戦者C、男モブ魔法使い、炎帝ノ国ギルド員2、鎧の騎士、蛙侍 他） - 2シリーズ

2021年
- SCARLET NEXUS（国防軍兵士）

2023年
- スパイ教室 - 2シリーズ
- アルスの巨獣（ツユクサ）
- 人間不信の冒険者たちが世界を救うようです（強盗）
- 異世界ワンターンキル姉さん 〜姉同伴の異世界生活はじめました〜（ゴブリン）
- アンデッドガール・マーダーファルス（講釈師、記者、警官）
- 聖女の魔力は万能です（商人C）
- 七つの大罪 黙示録の四騎士（2023年 - 2024年、妖精、ディム） - 2シリーズ

2024年
- ぶっちぎり?!（男子高校生）
- キングダム（岐鮑）
- 望まぬ不死の冒険者（露店の男）
- メタリックルージュ（警備ネアン）
- 青の祓魔師 島根啓明結社篇（屍人）
- 魔王の俺が奴隷エルフを嫁にしたんだが、どう愛でればいい?（アルフレッド）
- 魔王軍最強の魔術師は人間だった（狙撃手）
- チ。-地球の運動について-（ユゼフ）
- 転生貴族、鑑定スキルで成り上がる（ベルツドの使者）

2025年
- Sランクモンスターの《ベヒーモス》だけど、猫と間違われてエルフ娘の騎士として暮らしてます（ゴブリン、召使い）
- わたしの幸せな結婚（文部大臣秘書）
- 一瞬で治療していたのに役立たずと追放された天才治癒師、闇ヒーラーとして楽しく生きる（ワーウルフB、患者）
- スライム倒して300年、知らないうちにレベルMAXになってました ～そのに～（ドムレミ）
- 機動戦士Gundam GQuuuuuuX
- 白豚貴族ですが前世の記憶が生えたのでひよこな弟育てます（セバスチャン）

### 劇場アニメ
- すずめの戸締まり（2022年）

### Webアニメ
- バトルスピリッツ ミラージュ（2022年、黒服B）

### ゲーム
- ヴァルキリーエリュシオン（従者役 他）
- 機動戦士ガンダム バトルオペレーション Code Fairy
- SDガンダム バトルアライアンス（2022年、連邦指揮官A、マグアナック隊員B、アロウズ兵B、ギャラルホルン指揮官B）
- レムナント：フロム・ジ・アッシュ（ブラバス、ファウンダー・フォード[18]）
- FINAL FANTASY XIV 新生エオルゼア（フーア族のボス、ペイトリアーク02ザ・ダ、グローウィングウェイ[19]、フーア族のボスドプロ族男性の手下）
- 蒼天のスカイガレオン（マナウィダン、グザファン）
- MT：エピック・オーダーズ（れんじゃー[20]、シャーマン[20]）
- 黒い砂漠

### ドラマCD
- 白豚貴族ですが前世の記憶が生えたのでひよこな弟育てます（2024年、セバスチャン[21]）

### 吹き替え
- シャンタラム（ヴィクラム）
- トゥルー・ストーリー～嘘と真実～（アンソニー[22]、リチャード・プライヤー[22]）
- 長ぐつをはいたネコの大冒険（ドム、フィリップ、バビエカ）

### シリーズ一覧
1. ↑  第1期（2020年）、第2期『2』（2023年）
2. ↑  1st season（2023年）、2nd season（2023年）
3. ↑  第1期（2023年）、第2期（2024年）